# Medal Waleczności Wojskowej
Medal Zasługi Wojskowej (port. Medalha de Valor Militar) – medal wojskowy, drugie w kolejności portugalskie odznaczenie państwowe.
Ustanowiony 2 października 1863, jako pierwsza z trzech klas Medalu Wojskowego (Medalha Militar). Od 1946, po zmianie regulaminu, istniejący jako oddzielne odznaczenie. Nadawany jako nagroda za bohaterskie czyny w sytuacjach zagrożenia życia.
Dzieli się na trzy stopnie:
- Złoty (ouro)
- Srebrny (prata)
- Brązowy (cobre) – dodany w 1919